# خوان پابلو کاریزو
خوان پابلو کاریزو (اسپانیایی: Juan Pablo Carrizo‎؛ زاده ۶ مهٔ ۱۹۸۴) یک بازیکن فوتبال اهل آرژانتین است.
وی همچنین در تیم ملی فوتبال آرژانتین بازی کرده‌است.